# Едуар Люка
Франсуа Едуар Анатоль Люка (фр. François Édouard Anatole Lucas; 4 квітня 1842 – 3 жовтня 1891) був французьким математиком. Люка відомий своїми дослідженнями послідовності Фібоначчі. Пов’язані з нею  Послідовності Люка і числа Люка названі іменем цього математика. Свої найважливіші роботи Едуар Люка зробив в області теорії чисел.

## Біографія
Едуар Лука народився в 4 квітня 1842 р. в Ам'єні. В цьому ж містечку навчався в братській школі.  Навчався у Вищій Нормальній школі Парижу, куди його направив Луї Пастер. Працював в Паризькій обсерваторії до 1869 року. Згодом став професором математики.
Під час франко-пруської війни (1870) служив офіцером артилерії.

## Науковий внесок
- В 1878 році Люка дав критерій для визначення того, простим чи складеним є число Мерсенна {\displaystyle M_{p}=2^{p}-1}, сьогодні відомий як Тест Люка — Лемера. Використовуючи свій метод, Люка встановив, що {\displaystyle M_{127}=2^{127}-1} — просте число. В наступні 75 років після цього, це число залишалось найбільшим відомим простим числом. Також воно допомогло знайти Люка 12-е досконале число.
- Першим звернув увагу та описав властивості чисел, згодом названими його ім'ям — чисел Люка. Вони отримуються як певна модифікація послідовності Фібоначчі.
- Придумав ряд цікавих задач, в тому числі задачу про укладання гарматних ядер і відому головоломку «Ханойська вежа».